# 卡利尼夫卡 (奥莱夫斯克市镇)
51°1′28″N 27°26′20″E / 51.02444°N 27.43889°E
卡利尼夫卡（烏克蘭語：Калинівка），旧名若夫特內韋（烏克蘭語：Жовтневе），是烏克蘭的城鎮，位於該國北部日托米爾州，由科罗斯坚区奥莱夫斯克市镇負責管轄，始建於1770年，面積2.76平方公里，海拔高度187米，2001年人口738，人口密度每平方公里267.39人。